# Saint-Geoire-en-Valdaine
Saint-Geoire-en-Valdaine è un comune francese di 2 438 abitanti situato nel dipartimento dell'Isère della regione dell'Alvernia-Rodano-Alpi.

## Società

### Evoluzione demografica
Abitanti censiti